# A.J.P. Taylor
Alan John Percival Taylor (25. marts 1906 i Birkdale – 7. september 1990 i London) var en britisk historiker. Han var nok 1900-tallets mest kendte britiske historiker og en af de mest kontroversielle.
Taylor studerede ved Oriel College i Oxford i 1920'erne. Han var forelæser ved universitetet i Manchester, før han begyndte ved Magdalen College i Oxford i 1938. Denne stilling beholdt han indtil 1964. Siden var han forelæser ved Institute of Historical Research, University College London og Polytechnic College of North London.
Taylor blev kontroversiel specielt på grund af The Origins of the Second World War, hvor han hævdede at udbruddet af 2. verdenskrig i september 1939 ikke skyldtes nogen plan hos Hitler. Siden skrev han bogen English History 1914-1945, som blev en bestseller.